# Pergamino

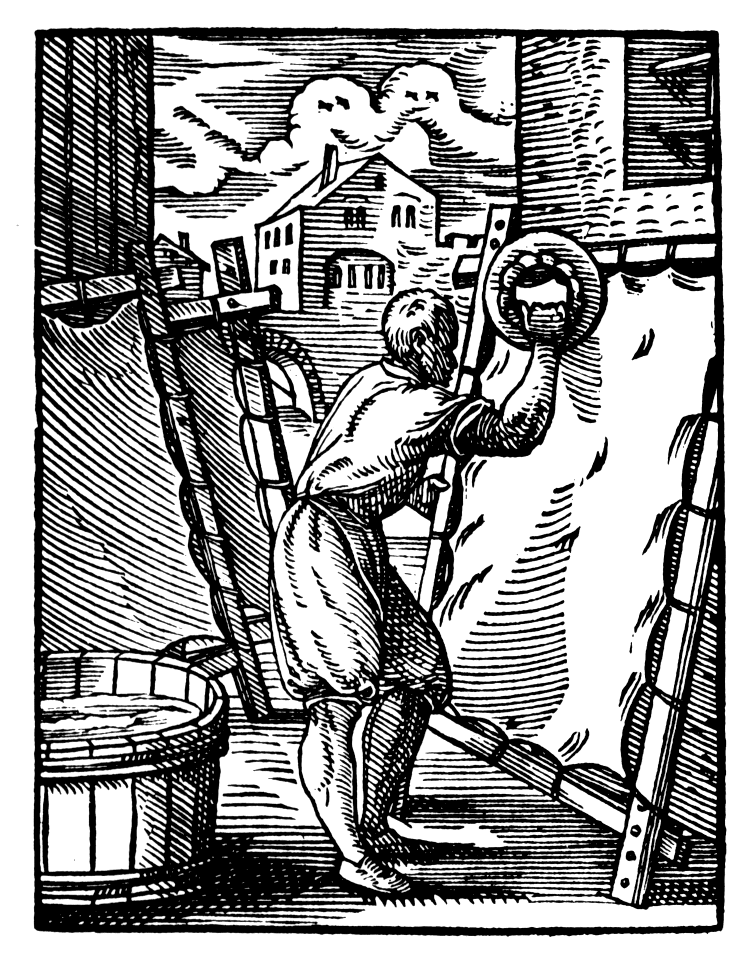
Pergaminero alemán de.

 El pergamino (del latin pergamīnum, y este del griego bizantino pergamēnḗ; literalmente ‘de Pérgamo’) es un material hecho a partir de la piel de cordero o de otros animales, especialmente fabricado para poder escribir sobre él. La piel sigue un proceso de eliminación de la epidermis y la hipodermis, dejando solo la dermis, y de estiramiento, al final del cual se consiguen las hojas con las que se elabora un libro, una filacteria o los rollos que se conocían de la Antigüedad.
El origen de su nombre es la ciudad de Pérgamo, donde se cree que existía una gran productividad de gran calidad, aunque realmente su existencia se remonta a una época anterior a la ciudad de Pérgamo. En la actualidad se considera que entre los manuscritos más antiguos en pergamino que se conservan está el Rollo de Isaías o 1Qlsa (también llamado el Gran Rollo de Isaías), datado entre el año 150 y el 100 a. C.

## Historia
Desde la Antigüedad se utilizó este material para escribir textos literarios y sagrados. Con anterioridad al pergamino se utilizaba el papiro que era un material más frágil e incómodo tanto para el copista como para el lector. El pergamino acabó sustituyendo al papiro por sus ventajas materiales, por ser un soporte más fácil de conseguir que el papiro, mucho más duradero y de mejor calidad. Pérgamo se convirtió en la ciudad productora por excelencia, dando su nombre a este material. Los volúmenes de la Biblioteca de Pérgamo pasaron a copiarse en pergamino, en sustitución del papiro. Una leyenda sin fundamento histórico cuenta que este cambio fue debido a que la ciudad de Alejandría, rival de la ciudad de Pérgamo en cuanto a construcción de bibliotecas y producción de textos, dejó de abastecer a Eumenes de material de papiro, material cuya distribución tenía monopolizada, pero lo cierto es que ya se venía utilizando el pergamino en Egipto desde el ii milenio a. C., además de que también en estas regiones de Asia se cultivaba el papiro.

### Antigua Roma
El papiro y el pergamino convivieron durante muchos años. En rollos de papiro siguieron copiándose los libros que fabricaban los talleres romanos, así como los documentos de archivo y las cartas, mientras que el pergamino se reservaba para obras de carácter subalterno o pequeñas composiciones literarias, como relata Marcial en sus Epigramas. El pergamino empezó a utilizarse para copiar libros de buena factura cuando se difundió el nuevo formato de codex o códice a partir del siglo IV de nuestra era.
Aunque la forma del libro llamado códice fue conocida desde el siglo I, no se difundió hasta el siglo IV. Los códices estaban compuestos de cuadernos de pergamino plegados, cosidos y encuadernados imitando la apariencia formal que tenían los polípticos de tablillas enceradas sobre las que también se escribía en la Antigüedad. El propio nombre de códice procede de la manera con la que se identificaban tales tablillas (codex) y los primeros códices fueron conocidos como codex membranei. A pesar de todo, en Roma nació enseguida una industria del pergamino que dio lugar a los comercios llamados tiendas de los membranarii.
Una de las ventajas que el pergamino tenía sobre el papiro era que se podía escribir en él por las dos caras de la piel, además se podía raspar o lavar y reutilizar; aun así su alto coste hizo que no sustituyeran el uso de los rollos de papiro durante bastante tiempo.

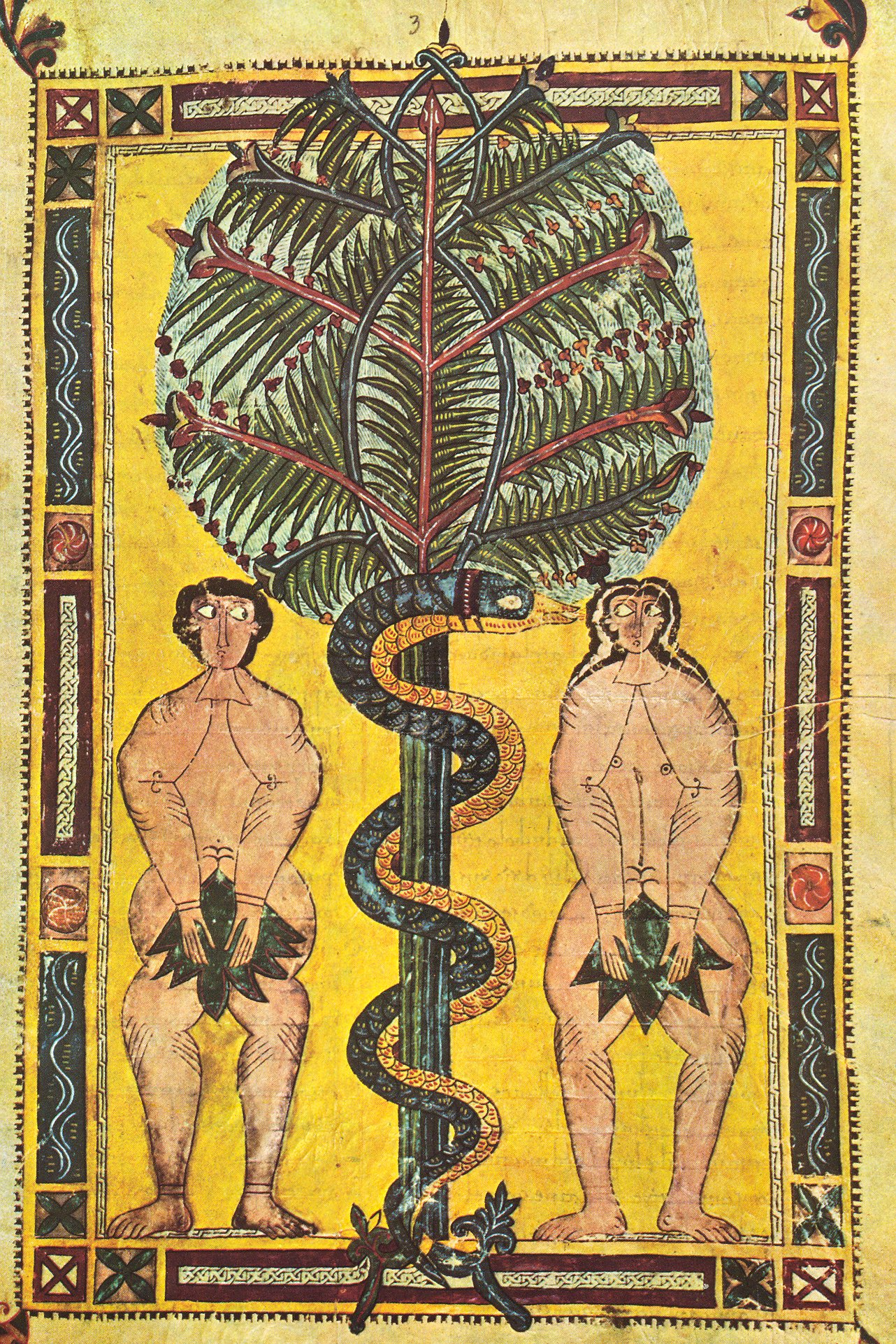
Pergamino ilustrado custodiado en la Real Biblioteca de San Lorenzo, El Escorial, España

Entre los romanos, a comienzos del siglo II, el pergamino era ya de uso corriente y fue en el periodo del Bajo Imperio cuando desplazó definitivamente al papiro que aún subsistía, pues era mucho más barato y fácil de conseguir. En realidad los romanos no dejaron de utilizar el papiro después de la inclusión del pergamino, sobre todo para escrituras que consideraban menos importantes, como cartas, algunos documentos, etc.

### Edad Media
A lo largo de la Edad Media el pergamino fue el material más utilizado como soporte para la escritura. La mayoría de manuscritos, documentos oficiales, códices, etc. se encuentra fabricado en este material.
El pergamino permitió ciertas ventajas para la escritura, como el hecho de poder usarse ambas caras, la flexibilidad y la durabilidad. Esto también nos ha dejado una gran cantidad de pergaminos en buen estado de conservación.
Hacia el siglo XV, el pergamino comenzó a decaer frente al auge del papel. El pergamino pasó a considerarse un material lujoso, ya que era más costoso y más difícil de fabricar.

## Preparación

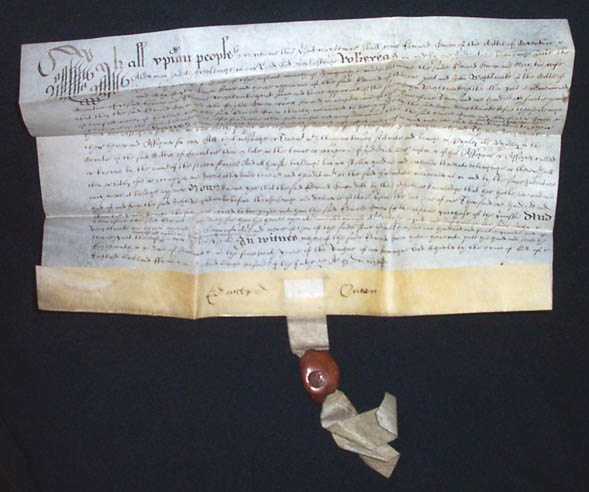
Escritura inglesa escrita a mano en vitela fina con un gran sello de resina de pino, fechada en 1638.

El pergamino destinado a la confección de libros y documentos se fabricaba con pieles de animales jóvenes (cordero, ternero o cabrito), porque los individuos adultos proporcionaban una membrana recia y basta que dificultaba el cosido de los cuadernos. De las tres partes que componen una piel, el pergamino se fabrica solo con la dermis, debía eliminar la epidermis y la hipodermis para que solo quedara la dermis durante el proceso de manufactura. Para facilitar su separación, las pieles se sumergen en una solución de cal que permitirá efectuar el pelado y el descarnado. A continuación, se tensan en un caballete para su estiramiento y acabado, mientras con la ayuda de piedra pómez se frota la superficie resultante a fin de eliminar las últimas impurezas y pulir la superficie de escritura. El pergamino de mayor calidad era la vitela, fabricada con pieles de animales nonatos o recién nacidos que se reservaba para los códices más lujosos. En cambio, el pergamino más basto se suele utilizar para hacer tambores, panderetas o similar.
Existe un falso pergamino fabricado en la actualidad y llamado ‘papel de pergamino’, que se usa entre otras cosas para hacer pantallas de lámparas y manualidades. Se fabrica con el papel ordinario, sumergido en una solución de dos partes de ácido sulfúrico concentrado por una parte de agua. Después de unos segundos en esta solución se neutraliza el ácido. Se utiliza en lugares turísticos como restaurantes.

## El pergamino en la tauromaquia
El pergamino se empleó en la tauromaquia del siglo XVII. Durante la lidia del toro se empleaban unos pedazos de pergamino llamados parches. Estos parches podían ser de colores y estaban embadurnados con pez (brea) o goma y podían llevar adornos adheridos como cintas o lazos entre otros. La forma en la que estos parches eran pegados sobre el toro se conoció con el nombre de parcheado y podían ser colocados  al cuarteo, al sesgo, a la media vuelta o a pares por hombres que realizaban recortes rápidos con igual técnica que las banderillas que surgieron en el siglo XVIII.